# Grasmücken

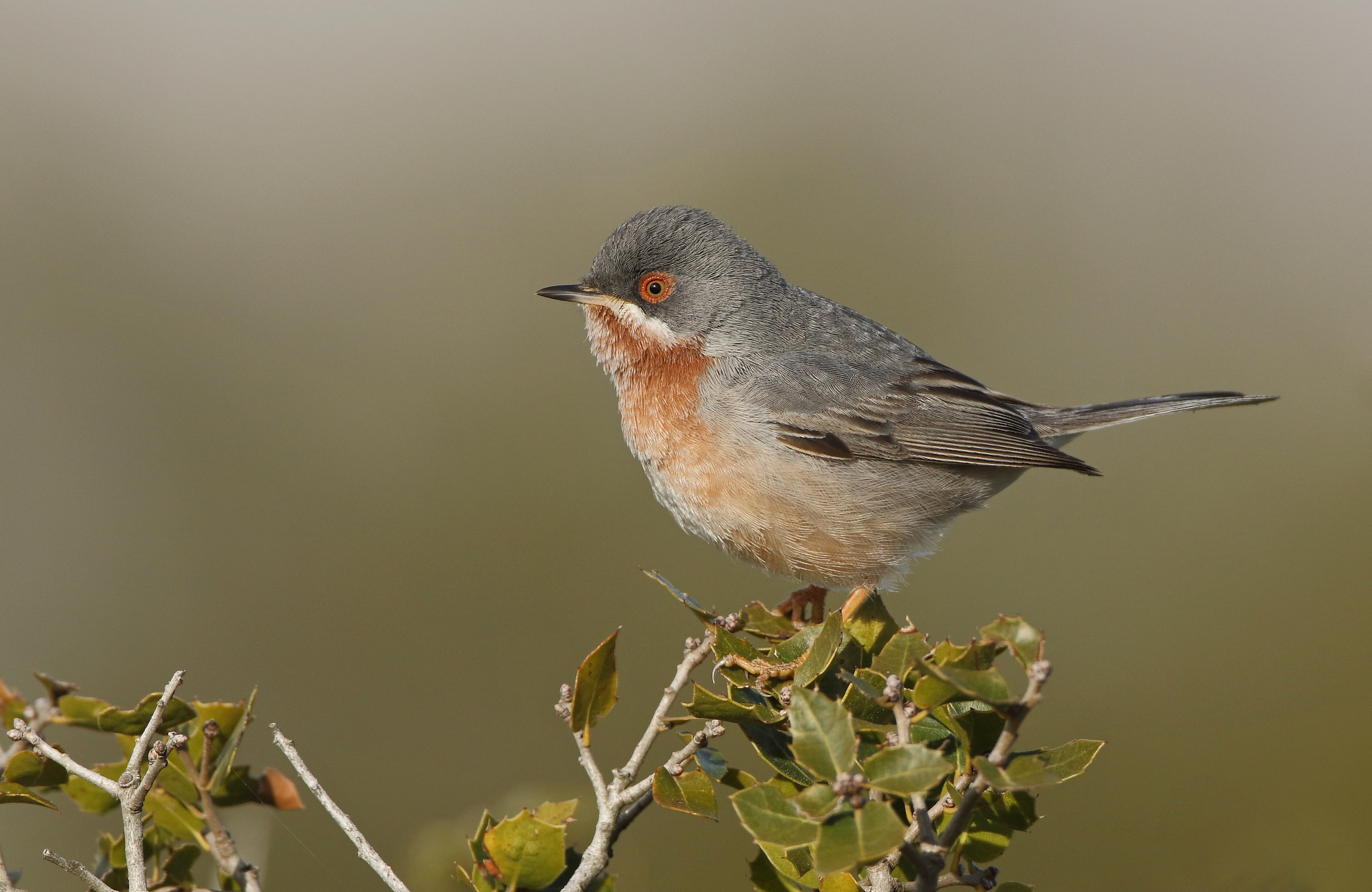
Weißbartgrasmücke (Sylvia cantillans)

Die Grasmücken (Sylvia) sind eine Gattung von Singvögeln, die zur Familie der Grasmückenartigen (Sylviidae) gehört.
Der Name Grasmücke leitet sich aus dem Althochdeutschen „grasmugga“ ab, wobei der zweite Teil auf Vorstufen des Verbs „schmiegen“ zurückgeht. Die Färbung der Grasmücken ist mehr oder weniger graubraun.
Grasmücken leben in Wäldern und dichtem Gebüsch und schlüpfen geschickt durch niedrige Dickichte. Einige Arten kommen gerne in Gärten. Ihr Gesang ist oft laut und charakteristisch, so dass man sie daran gut erkennen und unterscheiden kann.

## Systematik
Die Gattung ist eine der größeren in der Familie Sylviidae und umfasst
26 Arten, von denen 12 in Europa vorkommen.
Sie besteht wie die Gattung Phylloscopus aus zwei sehr
divergenten Teillinien, die eigentlich beide den Status
von Gattungen haben sollten, da sie taxonomisch
gleichrangig sind.

### Arten
- Mönchsgrasmücke (S. atricapilla)
- Gartengrasmücke (S. borin)

Diese beiden Arten sind Schwesterarten und stellen zusammen mit »Pseudoalcippe« abyssinia die Schwestergruppe aller anderen Sylvia-Arten dar.
- Eibischgrasmücke (S. althaea)
- Band-Meisensänger (S. boehmi)
- Jemen-Meisensänger (S. buryi)
- Weißbartgrasmücke (S. cantillans)
- Dorngrasmücke (S. communis)
- Brillengrasmücke (S. conspicillata)
- Klappergrasmücke (S. curruca) ist die nächste Verwandte der Orpheusgrasmücke
- Saharagrasmücke (S. deserti)
- Atlasgrasmücke (S. deserticola)
- Principegrasmücke (S. dohrni)
- Layard-Meisensänger (S. layardi)
- Akaziengrasmücke (S. leucomelaena)
- Braun-Meisensänger (S. lugens)
- Orpheusgrasmücke (S. hortensis)
- Samtkopf-Grasmücke (S. melanocephala)
- Schuppengrasmücke (S. melanothorax)
- Buschgrasmücke (S. minula)
- Tamariskengrasmücke (S. mystacea)
- Wüstengrasmücke (S. nana) ist die nächste Verwandte der Dorngrasmücke
- Sperbergrasmücke (S. nisoria)
- Maskengrasmücke (S. ruppeli)
- Sardengrasmücke (S. sarda)
- Meisensänger (S. subcaeruleum)
- Provencegrasmücke (S. undata)